# Patti McGee
Pour les articles homonymes, voir McGee.
Patti McGee, de son vrai nom Patricia Ann McGee, est  née  en le 23 août 1945 à Fort Lewis (État de Washington) et morte en 16 octobre 2024) à Brea (Californie) est une skateboardeuse américaine ayant vécu à San Diego, pionnière de cette discipline.  
En 1964, elle établit un record de vitesse de 47 miles par heure (76 km/h) en Californie. 
McGee est mise en lumière sur la couverture du magazine Life le 14 mai 1965 et du quatrième numéro du magazine Skateboarder en octobre 1965.
Pionnière du skateboard professionnel, elle est en 2010 la première femme à être introduite au Skateboarding Hall of Fame, qui avait été fondé l'année précédente.